# Ремартинес Гомес, Луис
Луис Ремартинес Гомес (исп. Luis Remartínez Gómez; род. 1949, Мадрид) — испанский дирижёр.
Учился в Мадриде у Энрике Гарсиа Асенсио, затем совершенствовался в Академии Киджи у Франко Феррары, в Вене у Ханса Сваровски, в Берлине у Серджиу Челибидаке. В 1971 г. занял пост дирижёра в Молодёжном оркестре Мадрида, в 1976 г. основал камерный оркестр Camerata de Madrid. В 1981—1989 гг. главный дирижёр Вальядолидского городского оркестра. В 1988 г. возглавил новосозданный Симфонический оркестр Балеарских островов и руководил им до 1994 года. В дальнейшем в значительной степени работал в области оперы и сарсуэлы, выступил одним из соучредителей Мадридского театра комической оперы.